# Tranvia Girard Avenue
La linea G (conosciuta anche come linea Girard Avenue, in inglese Girard Avenue Line) è una linea tranviaria della rete SEPTA Metro, esercitata con vetture storiche, che collega i quartieri ovest e nord della città di Filadelfia, nello Stato della Pennsylvania. Lunga 13,5 km, è gestita dalla Southeastern Pennsylvania Transportation Authority (SEPTA), che in origine la indicava come linea 15 (in inglese Route 15).
La tranvia venne aperta nel 1859, come tranvia a cavalli ed era gestita all'epoca dalla Richmond and Schuylkill River Passenger Railway. Nel 1895 venne elettrificata ed in seguito estesa nel 1902 e nel 1903. Nel 1992, la SEPTA chiuse la linea e la sostituì con un servizio autobus, fino al settembre 2005, quando la tranvia venne riattivata.

## Il servizio
La linea è attiva sette giorni su sette con frequenze che variano dai 9 minuti delle ore di punta ai 30 minuti delle ore di morbida. Nel 2016, ha trasportato giornalmente 9 320 passeggeri.